# 维勒梅尔 (约讷省)
维勒梅尔（法語：Villemer，法語發音：[vilmɛʁ] ⓘ）是法国勃艮第-弗朗什-孔泰大区约讷省的一个旧市镇，属于欧塞尔区。2016年1月1日，维勒梅尔与邻近的3个市镇合并为新市镇瓦尔拉维永。

## 地理
维勒梅尔（47°54'52"N, 3°28'28"E）面积4.26 平方千米，位于法国勃艮第-弗朗什-孔泰大區约讷省，该省份为法国中北部内陆省份，西接卢瓦雷省，西北接塞纳-马恩省，南至涅夫勒省，东临科多尔省，东北与奥布省接壤。
与维勒梅尔接壤的市镇（或旧市镇、城区）包括：沙尔穆瓦、布朗什、巴苏、希什里、埃皮诺莱沃夫、讷伊。
维勒梅尔的时区为UTC+01:00、UTC+02:00（夏令时）。

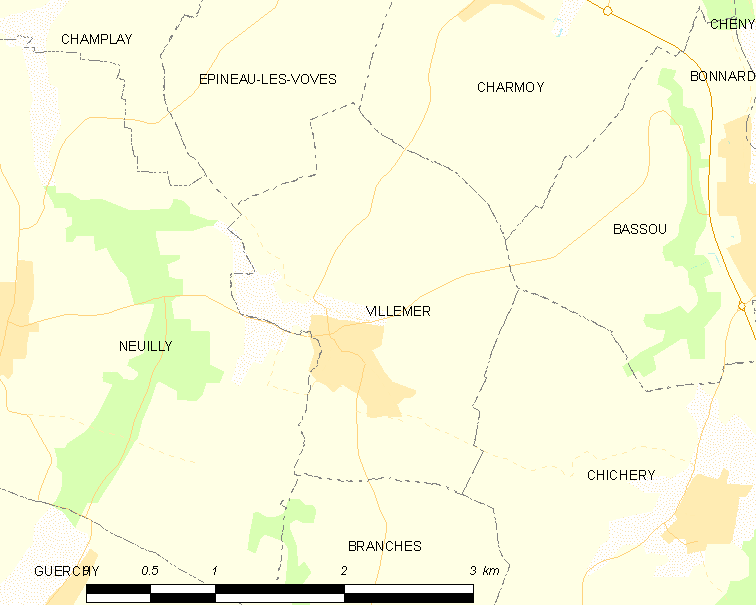
维勒梅尔的OSM定位图

## 行政
维勒梅尔的邮政编码为89113，INSEE市镇编码为89457。

## 政治
维勒梅尔所属的省级选区为沙尔尼-奥雷德皮赛县。

## 人口

1962-2008年间维勒梅尔人口变化图示

维勒梅尔于2018年1月1日时的人口数量为271人。